# ジゴキシン中毒
ジゴキシン毒性またはジゴキシン中毒は、医薬品のジゴキシンの過剰摂取やジゴキシンに似た成分を含むジギタリスなどの植物を食すことにより起こる中毒である。症状は一般的に不明瞭である。症状は嘔吐、食欲不振、混乱、視界のぼやけ、知覚色の変化、体力の低下が挙げられる。潜在的な性合併症として頻脈か徐脈どちらかの不整脈がおこりえる。
中毒は過量服薬により短期間で発生する場合と長期間の治療により徐々に発生する場合がありる。リスク要因には低カリウム血症、低マグネシウム血症、高カルシウム血症が挙げられる。ジゴキシンは心不全や心房細動の治療に用いられる医薬品である。診断に心電図が用いられるは通常である。血液検査は最後の服用から6時間以上経っている場合に有効である。
治療は服用から2時間以内の場合、活性炭が使用される。心拍数が低い場合はアトロピンが使用され、一方、早期心室収縮を起こしている場合は硫酸マグネシウムが使用される。中毒が極めて重度の場合はジゴキシン特異的抗体フラグメントが治療に用いられる。重度の不整脈や心停止またはカリウムが5 mmol/Lを超える場合はこの治療が勧められる。この治療により低血中カリウムやマグネシウムも修正される。毒性は治療数日後に再発することがある。
オーストリアでは2012年に140件のジゴキシン中毒が記録された。この件数は1994年に記録された件数の半分であり、これはジゴキシンを用いた治療の減少に伴った結果である。米国では2011年に2500件のジゴキシン中毒が報告され、その内の27人が死亡と報告された。ジゴキシン中毒は1785年にウィリアム-ウィザリングよって解説された。